# 南京仙林外国语学校
南京仙林外国语学校原名南京外国语学校仙林分校，是南京市政府、南京市教育局为扩大优质教育资源于2002年决策创建的，是一所由名校南京外国语学校控股的具有多种经济成份参与的股份制新型民办寄宿学校。学校坐落在栖霞区仙林大学城，目前有三个校区：仙林主校区、仙林西校区、燕子矶校区。仙林校区占地410亩，燕子矶校区占地100亩。设有小学部、中学部（初一至高三）和国际高中部。

## 学部介绍

### 仙林校区小学部
小学部现有49个教学班，行政干部8人，教学老师166人，大队辅导员1人，教导处助理2人，教务员2人，学生公寓管理员55人，学生2068人。设置了英语、陶艺、信息技术、心理、“做中学”等校本必修课程[需要更新]。

### 仙林校区初中部
初一、初二、初三年级按规定平行分成14或15个班。

### 仙林校区普通高中部
高中各年级根据入学人数被分为4或5个班，其中高一按中考成绩和外语加试成绩之和，高二、高三按学生选科情况组织分为钱学森班和普通班，另有主要为有意向出国留学同学服务的出国预备班（至2017级）。

#### 高考情况[註 1]
- 2006年：高三本校在读学生85人，其中出国留学18人，保送国内一本院校14人，参加国内高考53人，高考本科达线19人，高考本科达线率35.8%。以全部85人计算，本科综合达线率60%[2]；高三本校在籍学生100人，其中出国留学25人，保送国内一本院校15人，参加国内高考60人，高考一本达线31人，高考一本达线率51.7%[3]。

- 2007年：高三本校在籍学生114人，其中出国留学23人，保送国内一本院校17人，参加国内高考74人，高考一本达线32人，高考一本达线率43.2%；高考二本达线46人，高考二本达线率62.1%。以全部114人计算，本科综合达线率75.4%[4]。
- 2008年：高三本校在籍学生〇〇人，其中出国留学60人，保送国内一本院校30人，参加国内高考〇〇人，高考一本达线〇〇人，高考本科达线〇〇人[5]。
- 2009年：高三本校在籍学生176人，其中出国留学54人，保送国内一本院校25人，参加国内高考97人，高考二本达线80人，高考二本达线率82.4%[6]。
- 2010年：不详
- 2011年：高三本校在籍学生185人，其中出国留学74人，保送国内一本院校19人，参加国内高考111人，高考一本达线80人，高考一本达线率72.8%；高考二本达线76人，高考二本达线率91.4%；挂籍学生46人，其中出国留学30人，参加国内高考16人，提前录取1人，高考二本达线8人[7]。
- 2012年：高三本校在籍学生201人，其中出国留学95人，保送国内一本院校21人，参加国内高考85人，高考二本达线70人，高考二本达线率82.5%；挂籍学生25人，其中出国留学12人，参加国内高考（含提前录取）13人，高考本科达线4人[8]。
- 2013年：高三本校在籍学生186人，其中出国留学75人，保送国内一本院校27人。参加国内高考84人，高考二本达线72人（含台湾升学1人），高考二本达线率85.7%，以全部186人计算，二本综合达线率93.5%[9]。
- 2014年：高三本校在籍学生204人，其中出国留学79人，保送国内一本院校24人，参加国内高考101人，高考一本达线50人（含澳门升学1人），高考一本达线率49.5%；高考二本达线81人，高考二本达线率80.1%。以全部204人计算，一本综合达线率75%，二本综合达线率90.2%[10]。
- 2015年：高三本校在籍学生210人，其中出国留学91人，保送国内一本院校33人，参加国内高考86人，高考本科达线68人，高考本科达线率79.1%。以全部210人计算，本科综合达线率91.4%[11]。
- 2016年：高三本校在籍学生212人，其中出国留学85人，保送国内一本院校37人，参加国内高考90人，高考一本达线53人，高考一本达线率58.9%；高考二本达线73人，高考二本达线率81.1%。以全部212人计算，二本综合达线率92%[12]。
- 2017年：高三本校在籍学生192人，其中出国留学92人，保送国内一本院校21人，参加国内高考79人，高考一本达线47人，高考一本达线率59.4%；体艺类本科达线8人，高考本科达线率100%[13][註 2]。
- 2018年：高三本校在籍学生178人，其中出国留学88人，保送国内一本院校25人，参加国内高考65人，高考一本达线38人，高考一本达线率58.5％，高考本科达线率100%[14]。
- 2019年：高三本校在籍学生182人，其中出国留学66人，保送国内一本院校30人，参加国内高考86人，高考一本达线44人。高考一本达线率51.2%；首届钱学森班高考一本达线率超80%，高考本科达线率100%。以全部182人计算，一本综合达线率76.9%[15]。
- 2020年：高三本校在籍学生143人，其中出国留学54人，保送国内一本院校16人，参加国内高考73人。高考一本达线37人（含澳门升学1人），高考一本达线率50.7%；体艺类本科达线10人，高考本科达线率99.3%。以全部143人计算，一本综合达线率67.1%[16]。
- 2021年：高三本校在籍学生158人，其中出国留学42人，保送国内一本院校14人，参加国内高考102人。高考本科达线98人（含澳门升学3人），高考本科达线率96.1%[17][註 3]。
- 2022年：高三本校在籍学生157人，其中出国留学56人，保送国内一本院校13人，参加国内高考88人。高考本科达线80人（含澳门升学1人），高考本科达线率90.1%[18]。
- 2023年：高三本校在籍学生170人，其中出国留学39人，参加国内高考131人。高考本科达线104人，体艺类本科达线8人，高考本科达线率85.5%。以全部170人计算，本科综合达线率88.8%[19][註 4]。

### 仙林校区国际高中部

#### 国际中新班
已停办

#### 国际中澳班
课程分为二年制和三年制，教授VCE课程，包含语文(LOTE Chinses)，英语第二外语(ESL)，数学方法(Maths Methods)，高等数学(Specialist Maths)，中等数学(Further Maths)和会计(Accounting)。

#### 国际中德班
该班由德国巴登-符腾堡州沃斯平高级文理中学与南京外国语学校仙林分校合作开办。 就读中德班的学生需要在国内进行一年的德语学习，参加并通过A1，A2，B1，B2四个等级的欧洲语言标准德语水平测试，而后再前往德国进一步的深造。

#### 国际中美班
提供批判性思维课程培训 [需要更新]

### 燕子矶校区
南外仙林分校燕子矶校区已于2018年9月正式开学，设有初中部。

## 集团学校介绍

### 南外仙林分校宿迁学校
南外仙林分校宿迁学校已于2019年9月正式开学，为九年一贯制公办学校，设有小学部、初中部、国际高中部，另设附属幼儿园。

### 南外仙林分校紫东江宁学校

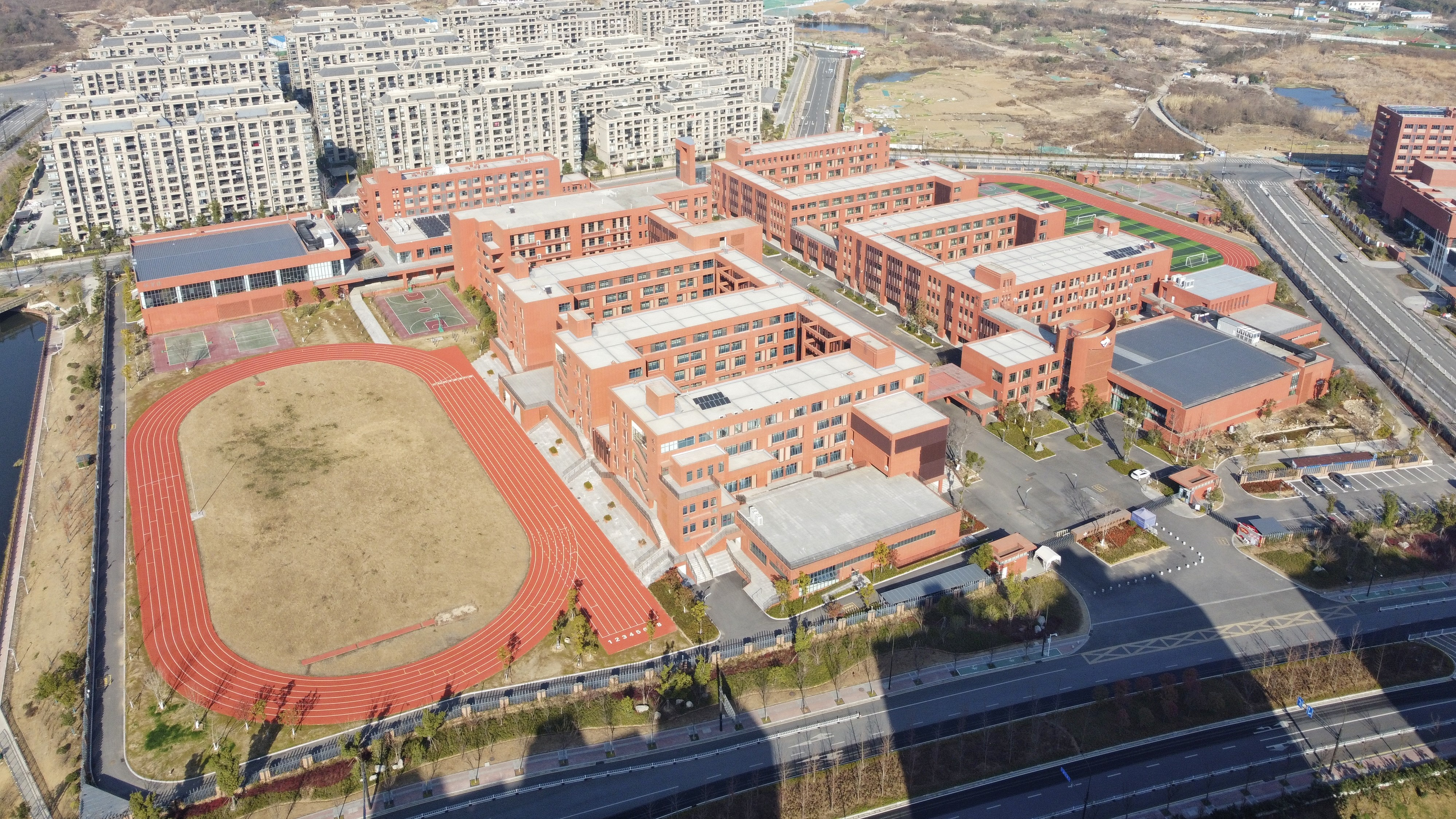
南外仙林分校紫东江宁学校

南外仙林分校紫东江宁学校于2018年开始建设，已于2020年9月正式开学，为九年一贯制公办学校。其中小学部为6轨36个班设计，初中部为12轨36个班。

### 南外仙林分校华侨城小学
南外仙林分校华侨城小学已于2020年9月正式开学，首批开设一年级3个班、三年级至六年级各1个班。

### 南外仙林分校溧水学校
南外仙林分校溧水学校是溧水区2019年签约引进的重点项目，为中小学“九年一贯制”公办学校，规划小学8轨48班、中学10轨30班。

### 南京仙林外国语学校伯乐中学
2024年8月27日，南京仙林外国语学校伯乐中学新校牌正式揭牌。

### 南外仙林分校幼儿园（筹）
2021年3月30日，南外仙林分校幼儿园正式开工，预计2022年9月1日开学。

## 获奖情况
- 2019年全国中学生化学（江苏赛区）奥林匹克竞赛  二等奖[27]
- 2019年全国中学生数学（江苏赛区）奥林匹克竞赛  一等奖[28]
- 2019年全国高中数学联合竞赛（江苏赛区）  二等奖[28]